# Sueños de Dalí
Sueños de Dalí è il primo album in studio della cantante cileno-statunitense, Paloma Mami, pubblicato il 19 marzo 2021 dalla Sony Music Latin.

## Tracce
1. Mi Palomita (Intro) – 1:30
2. For Ya – 2:27
3. Goteo – 2:39
4. Frenesí – 3:13
5. Religiosa – 2:40
6. Dreams (Interlude) – 2:40
7. Mami – 3:14
8. RDMDA – 2:28
9. I Love Her – 2:28
10. Traumada – 2:28
11. Que wea – 2:28